# Hicksite Friends
Hicksite Friends bezeichnet man in Anlehnung an ihren prominentesten Wortführer Elias Hicks die kleinere der zwei Gruppen, die sich in den Jahren 1827 bis 1828 als Aufspaltung der Quäker bildete.
Zur Spaltung innerhalb des Quäkertums kam es, nachdem Elias Hicks die evangelikalen Tendenzen der Quäker, vor allem die Betonung der Autorität der Bibel auf Kosten der traditionellen Lehre, kritisiert hatte. Seine Gegner (engl. sogenannte „Orthodox Friends“) bezichtigten Hicks der Ungläubigkeit und warfen ihm Deismus vor. Die Kontroverse gipfelte schließlich in der Spaltung des Quäkertums.
Heute gehören die Hicksiten der im Jahr 1902 gegründeten „Friends General Conference“ mit Sitz in Philadelphia an.